# Моколо
Моко́ло (фр. Mokolo) — город в Крайнесеверном регионе Камеруна. Является административным центром департамента Майо-Цанага. Расположен в горах Мандара, в 79 км к западу от города Маруа, недалеко от границы с Нигерией.
По данным на 2012 год население Маколо составляет 40 168 человек. Преобладающий язык населения — фула, распространены также языки мафа и псикие. Французский используется местным правительством и является языком преподавания в государственных школах. Примерно 40 % населения — христиане, 40 % — мусульмане и 20 % — последователи традиционных верований.
В Моколо имеются 3 государственные средние школы, а также частная протестантская школа и педагогический колледж.
Основные сельскохозяйственные культуры, выращиваемые в Моколо и окрестностях — просо, соя и ячмень. Среди народа фульбе распространено скотоводство. Моколо соединён асфальтированной дорогой с Маруа. Между городами имеется регулярное автобусное сообщение. В 55 км к юго-западу от Моколо находится деревня Румсики, привлекающая множество туристов своими необычными пейзажами.